# Martín de Azpilcueta
Martín de Azpilcueta (Barasoain, Regne de Navarra, 1492 — Roma, 1586) va ser un canonista i moralista navarrès, anomenat Doctor Navarro a causa del seu origen. És reconegut com un dels primers economistes moderns de la història, el primer a desenvolupar una incipient teoria monetarista.
Va néixer a Barasoain (Regne de Navarra), en una família emparentada amb Francesc Xavier i va estudiar a Alcalá de Henares i Tolosa de Llenguadoc. Va ser professor a Càors, Salamanca i Coïmbra, conseller de Felip II de Castella i defensor de Bartolomé de Carranza. Va viure els darrers anys de la seva vida a Roma on va ser conseller de diversos papes. Era membre de l'Orde de Roncesvalles.
Va descriure les conseqüències econòmiques de l'arribada de l'or de les Índies, teoria precursora de la que definí Jean Bodin, relacionant el valor dels preus amb la quantitat de diners en circulació en una economia.

## Obres
- Manual de Confessores (1556 - traducció al castellà). Es tracta d'un llibre clàssic de la doctrina catòlica, dedicat a Felip II d'Espanya i al papa Pius V, que conté diversos annexos, entre ells:
  - Comentario resolutorio de usuras
  - Comentario resolutorio de cambios

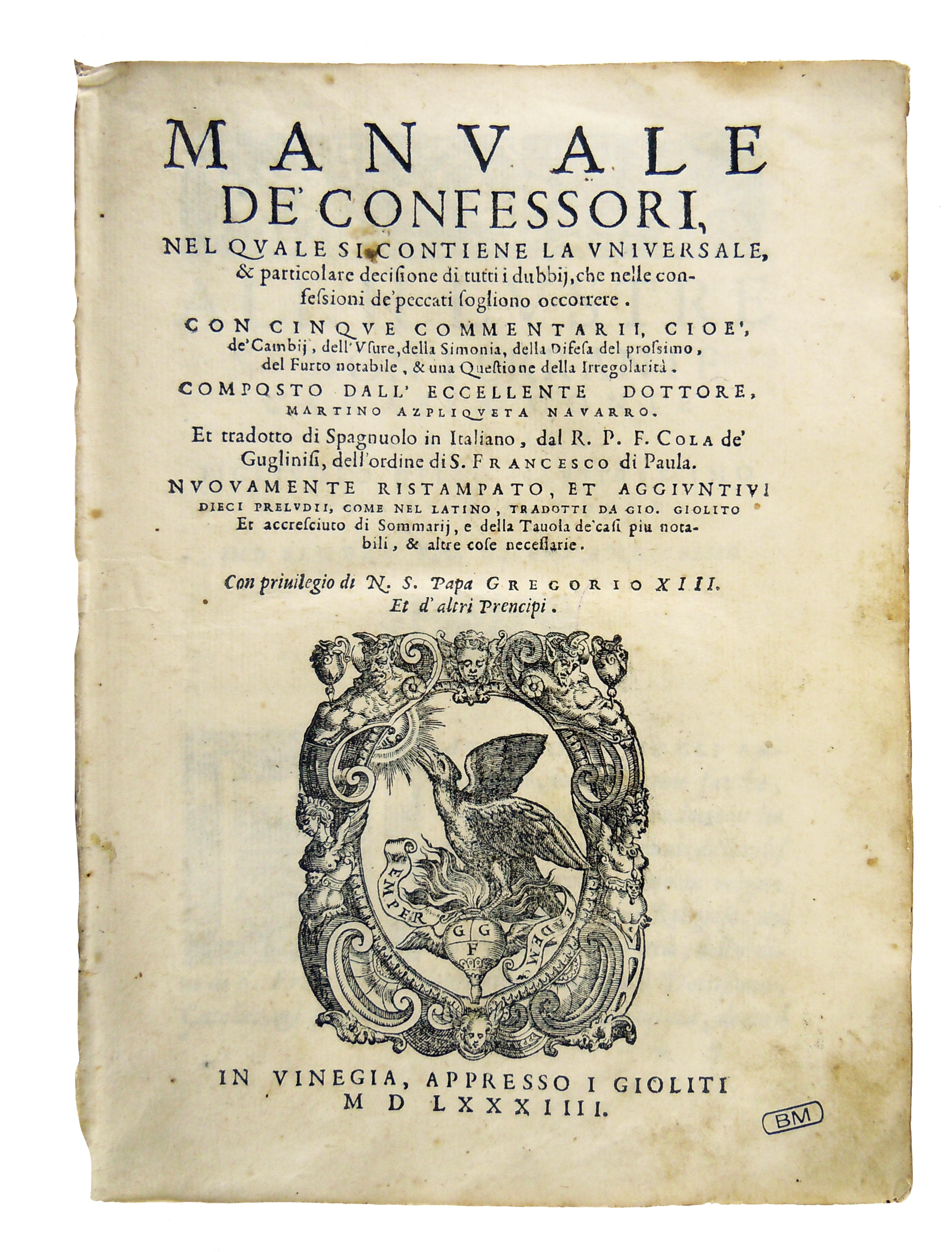
Manuale de' confessori, 1584 (Milano, Fondazione Mansutti).
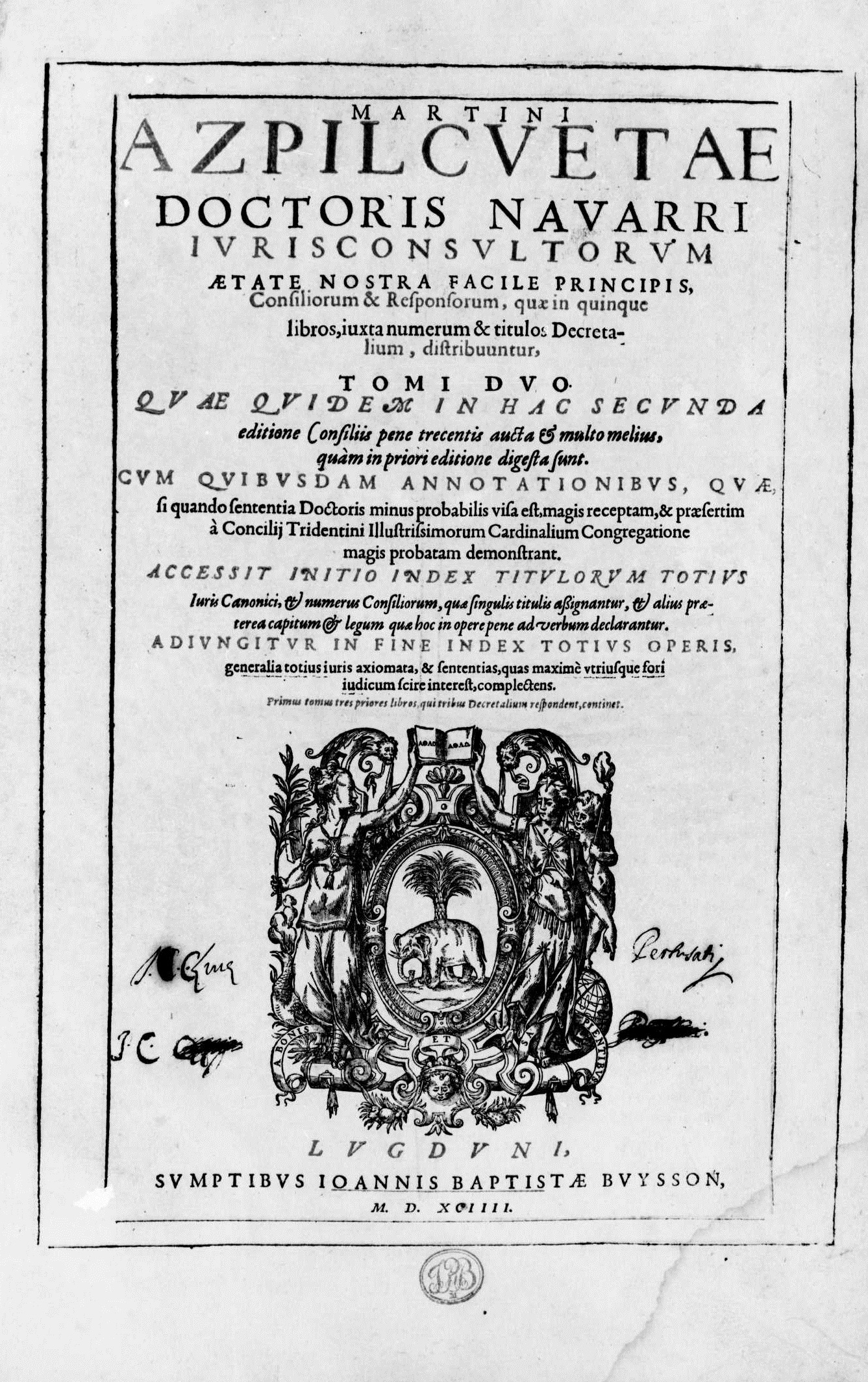
Consilia et responsa, 1594